# 格孢菌亚纲
格孢菌亚纲（学名：Pleosporomycetidae）是子囊菌门座囊菌纲下的亚纲，共包括纵裂菌目（Hysteriales）、Jahnulales、Mytilinidiales、格孢菌目（Pleosporales）四个目。这一亚纲的一大重要特征是该亚纲真菌的子囊间存在着拟侧丝（pseudoparaphysis）。拟侧丝是一种从子囊座中心顶部向下生长并在基部与细胞融合的不孕性丝状体。

## 分类
- 纵裂菌目（Hysteriales）
- Jahnulales
- Mytilinidiales
- 格孢菌目（Pleosporales）